# Torre Salesforce (Sydney)
La Torre Salesforce (in inglese: Salesforce Tower) è un grattacielo di Sydney in Australia.

## Storia
L'edificio è stato edificato da Lendlease e progettato dallo studio di architettura Foster + Partners. I lavori di costruzione sono iniziati a fine 2019 e sono terminati nel 2022, quando la torre è stata ufficialmente aperta in novembre.
Nel 2019 l'azienda di software Salesforce ha acquisito i diritti di denominazione della torre, comunicando inoltre che avrebbe occupato 24 piani della torre una volta ultimata.

## Descrizione
L'edificio sorge nel CBD di Sydney e presenta un'altezza di 263 metri, cosa che ne fa il secondo più alto della città.

## Galleria d'immagini

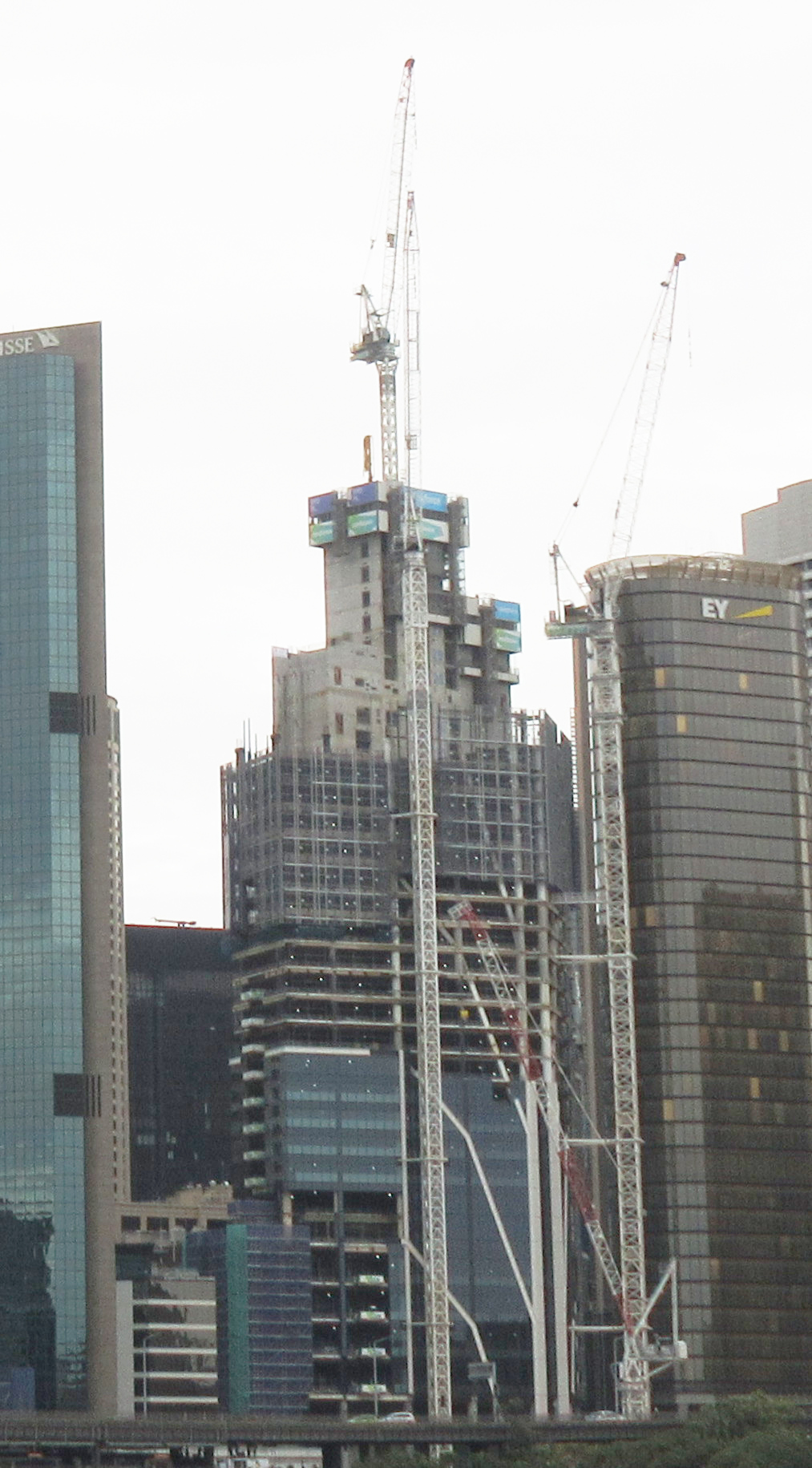
Maggio 2021
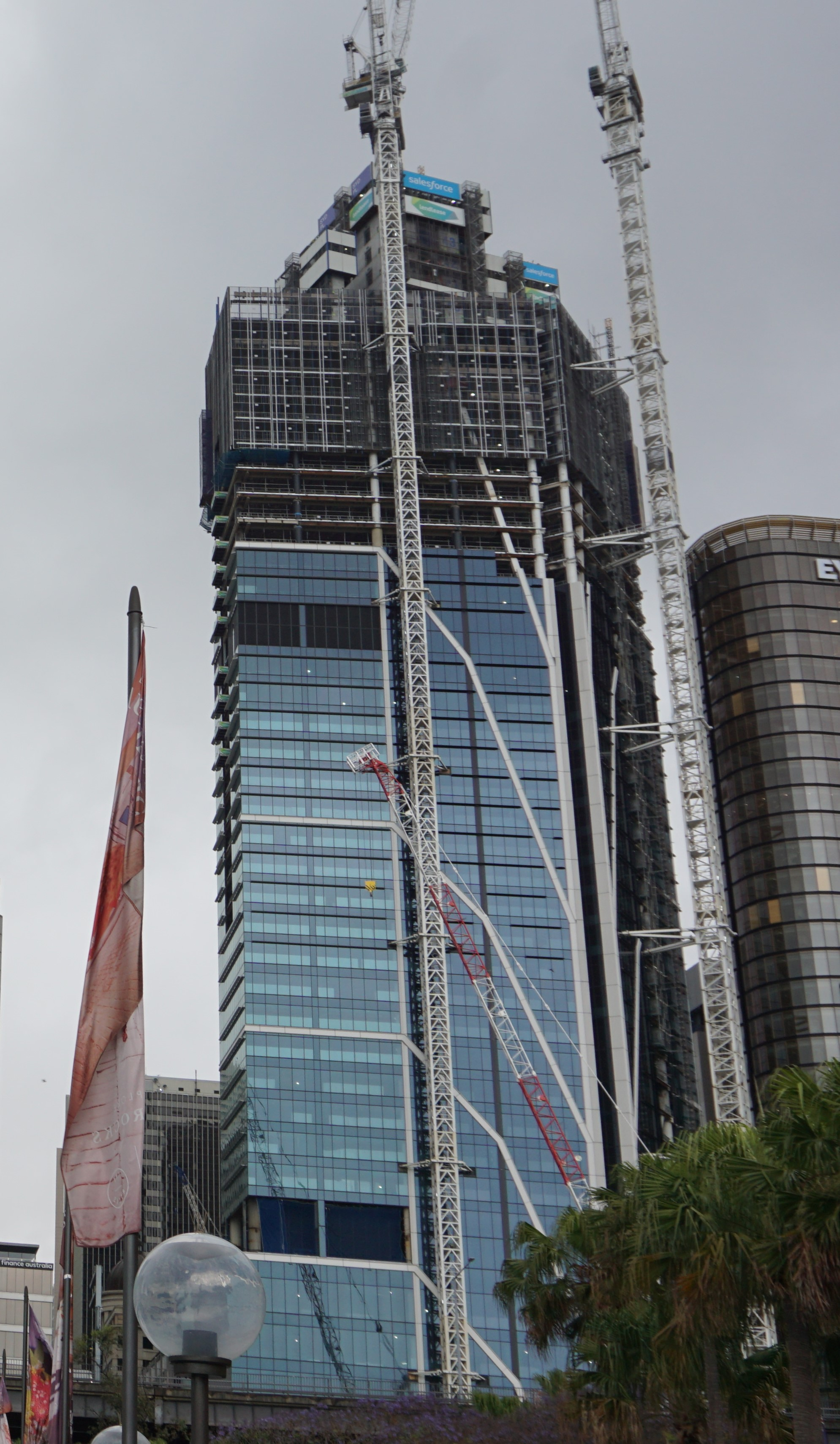
Ottobre 2021
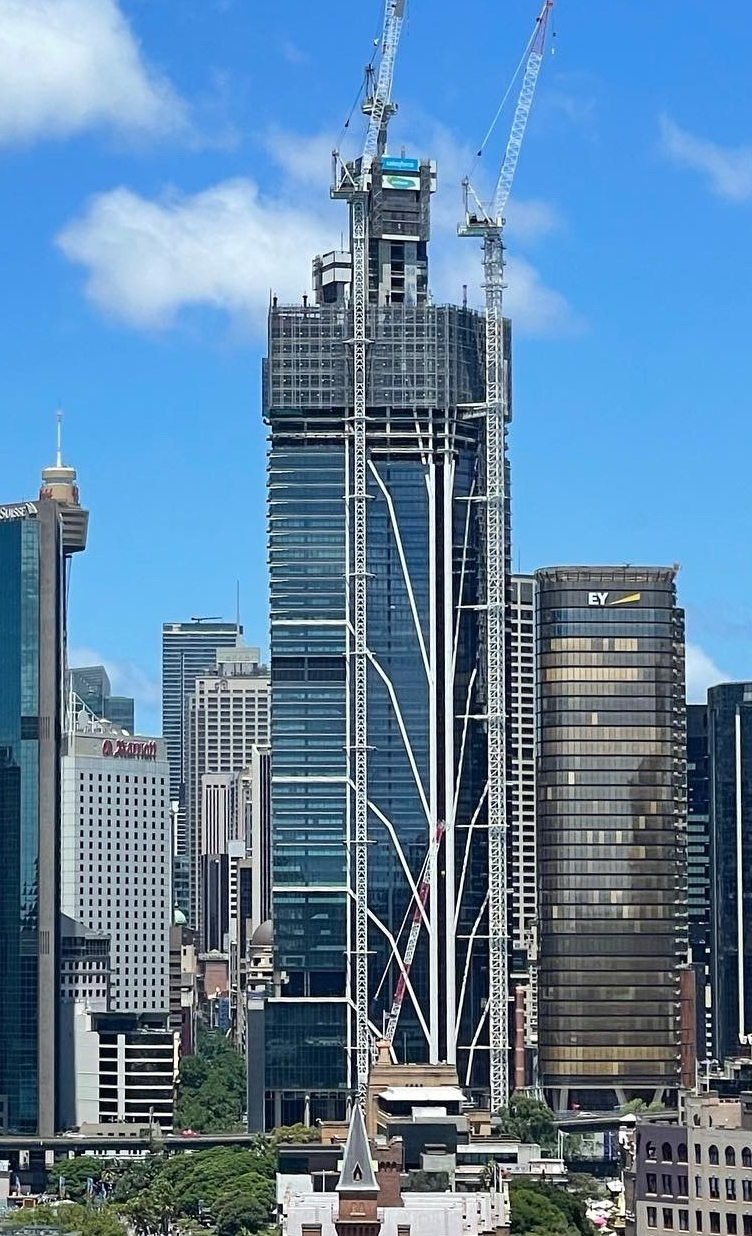
Gennaio 2022
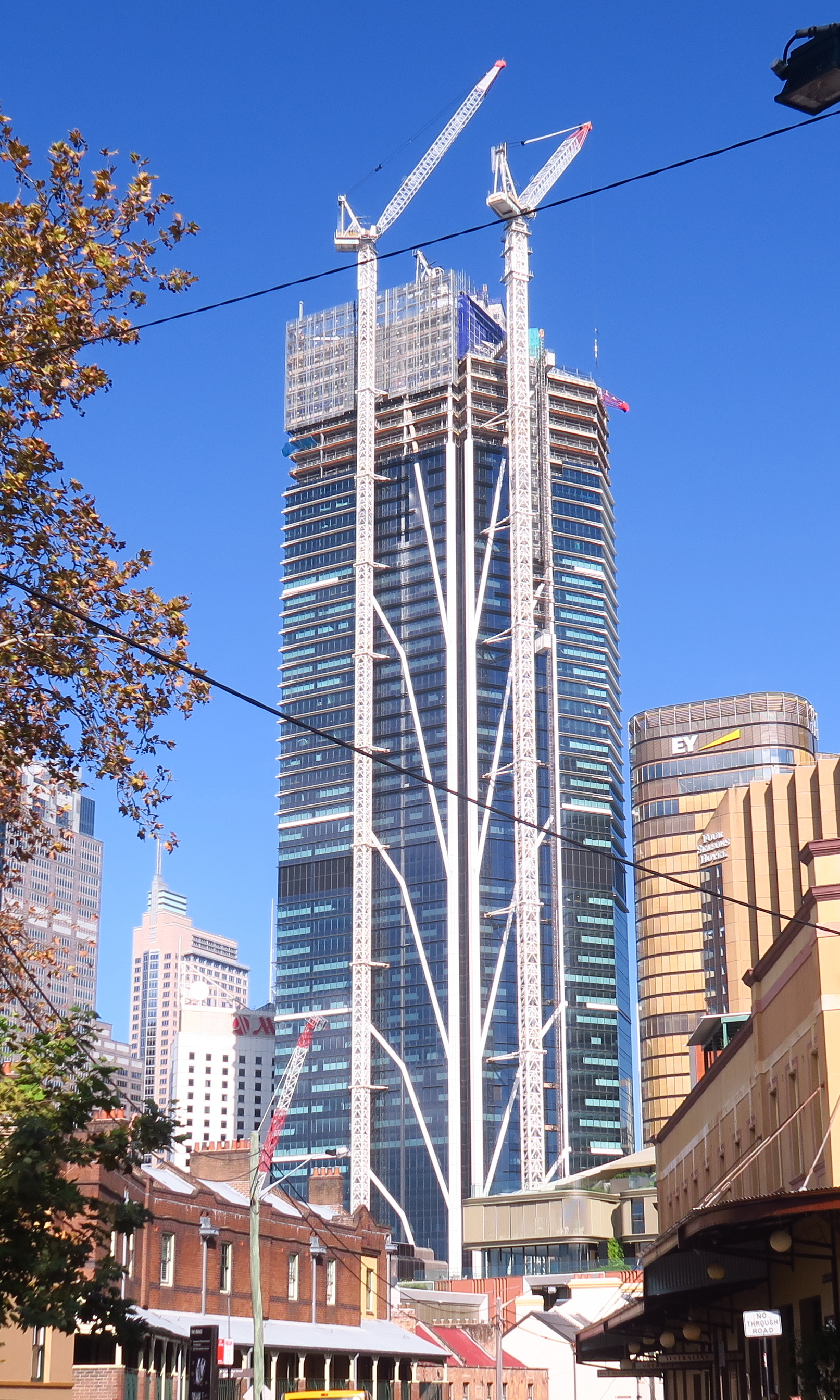
Aprile 2022
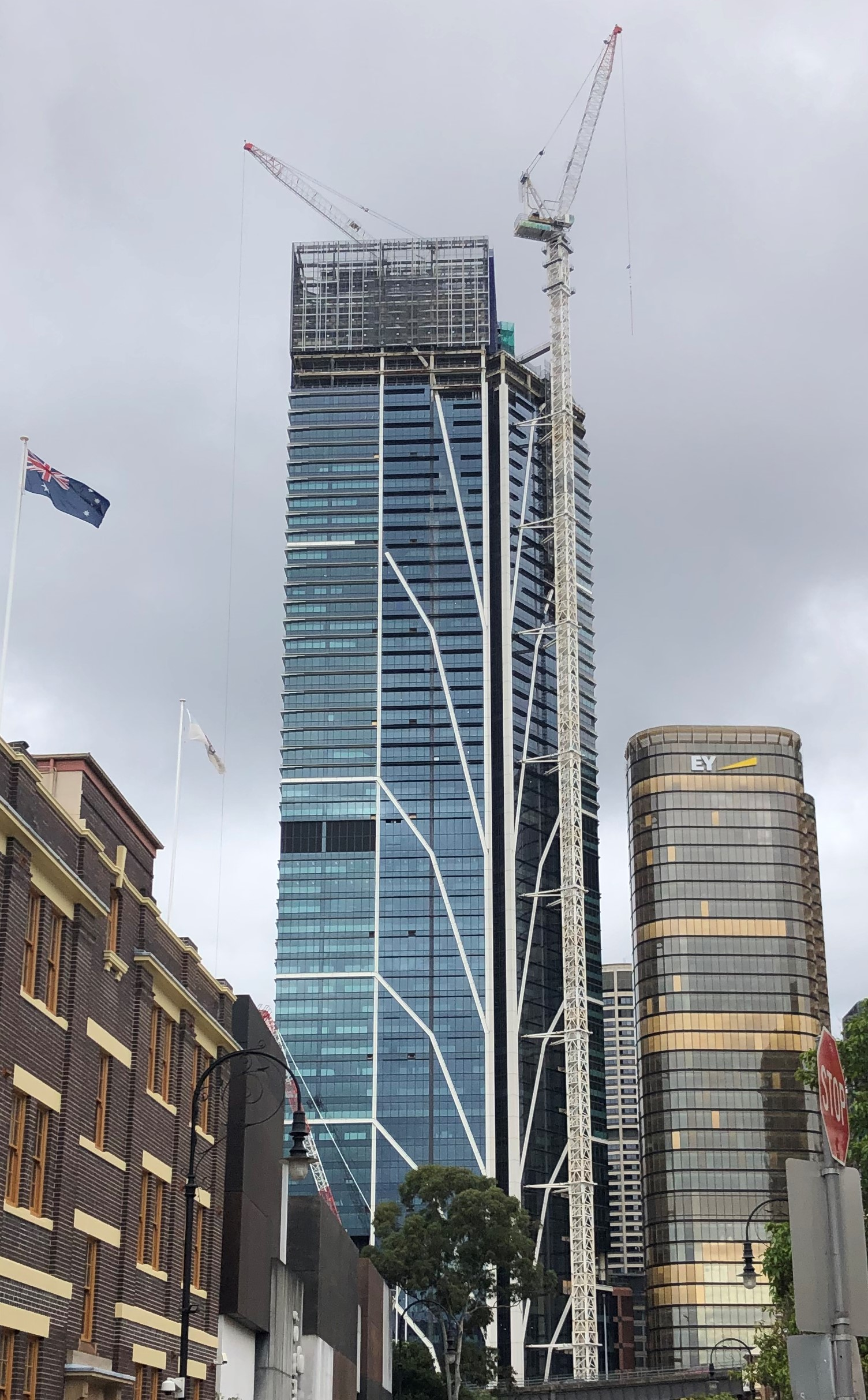
Maggio 2022
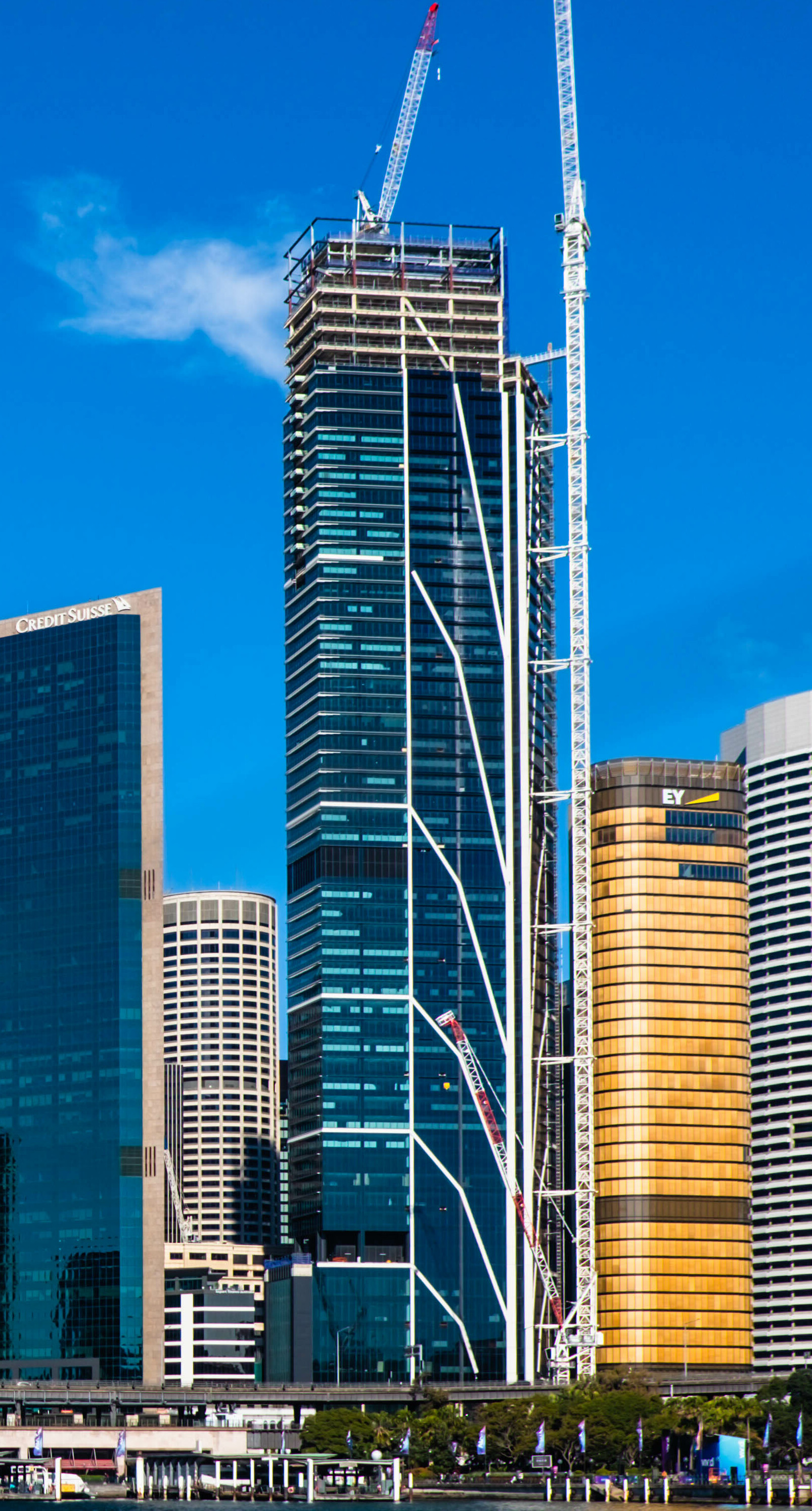
Giugno 2022
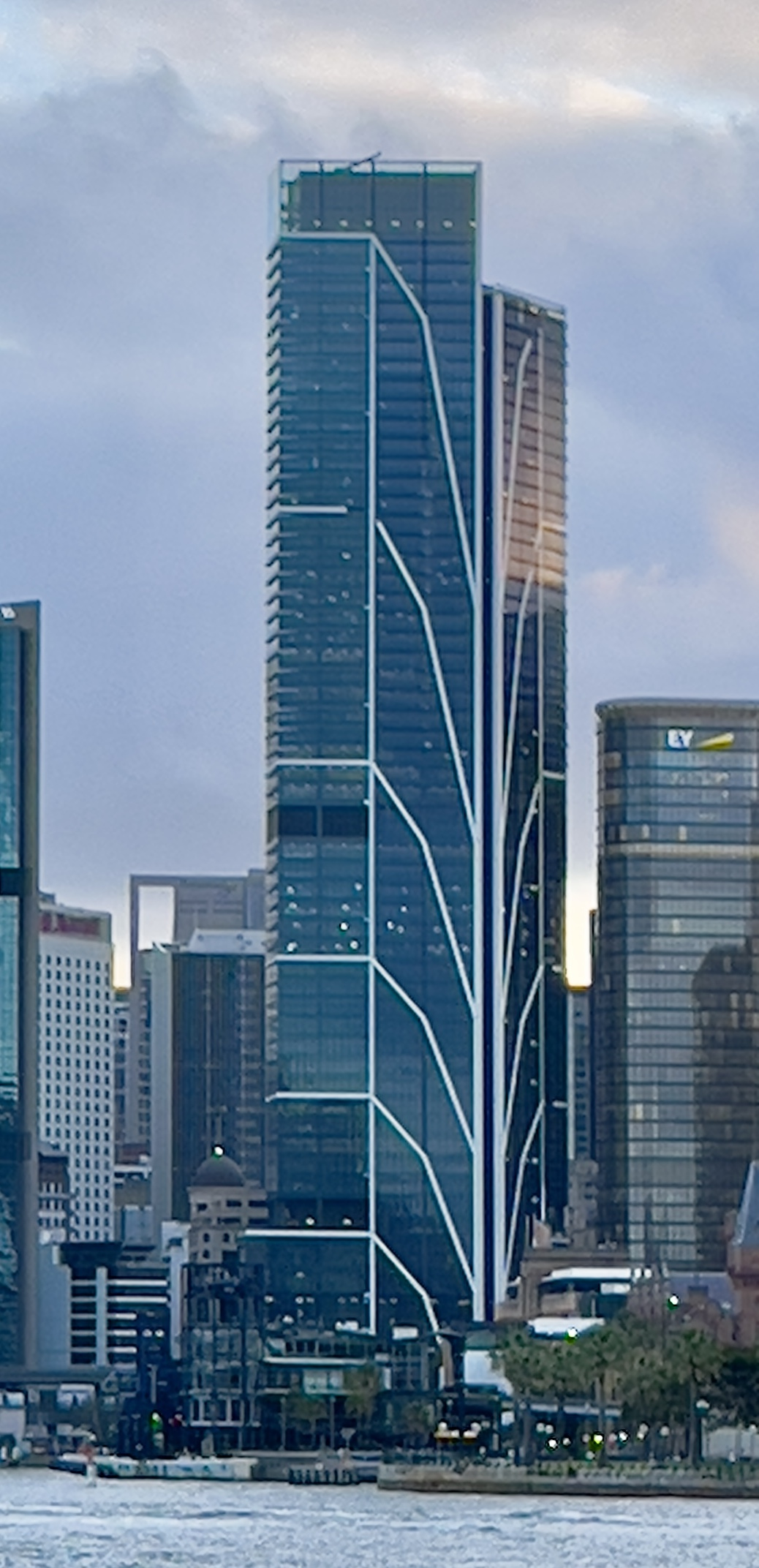
Dicembre 2022 (completata)